# All-NBA G League Team
De All-NBA G League Team is een jaarlijkse lijst van beste spelers onderverdeeld in drie ploegen. Van 2001 tot 2007 werden er maar twee ploegen verkozen. De spelers worden verkozen door de coaches in de NBA G League en gerangschikt op basis van de keuzes van de coaches.

## Selecties
|            | Winnaar van de NBA G League Most Valuable Player in hetzelfde jaar.               |
| Speler (X) | Speler met meerdere selecties met X de hoeveelste selectie het was op dat moment. |

### 2001 tot 2007
| Seizoen | First team         | First team                 | Second team           | Second team                |
| Seizoen | Spelers            | Teams                      | Spelers               | Teams                      |
| ------- | ------------------ | -------------------------- | --------------------- | -------------------------- |
| 2001/02 | Isaac Fontaine     | Mobile Revelers            | Omar Cook             | Fayetteville Patriots      |
| 2001/02 | Tremaine Fowlkes   | Columbus Riverdragons      | Paul Grant            | Asheville Altitude         |
| 2001/02 | Thomas Hamilton    | Greenville Groove          | Derek Hood            | Mobile Revelers            |
| 2001/02 | Ansu Sesay         | Greenville Groove          | Terrell McIntyre      | Fayetteville Patriots      |
| 2001/02 | Billy Thomas       | Greenville Groove          | Sedric Webber         | North Charleston Lowgators |
| 2002/03 | Devin Brown        | Fayetteville Patriots      | Cory Alexander        | Roanoke Dazzle             |
| 2002/03 | Tierre Brown       | North Charleston Lowgators | Ernest Brown          | Mobile Revelers            |
| 2002/03 | Tang Hamilton      | Columbus Riverdragons      | Derek Hood (2)        | Mobile Revelers            |
| 2002/03 | Mikki Moore        | Roanoke Dazzle             | Nate Johnson          | Columbus Riverdragons      |
| 2002/03 | Jeff Trepagnier    | Asheville Altitude         | Sedric Webber (2)     | North Charleston Lowgators |
| 2003/04 | Josh Asselin       | Roanoke Dazzle             | Omar Cook (2)         | Fayetteville Patriots      |
| 2003/04 | Tierre Brown (2)   | Charleston Lowgators       | Britton Johnsen       | Fayetteville Patriots      |
| 2003/04 | Jason Collier      | Fayetteville Patriots      | Brandon Kurtz         | Asheville Altitude         |
| 2003/04 | Desmond Penigar    | Asheville Altitude         | Philip Ricci          | Huntsville Flight          |
| 2003/04 | Marque Perry       | Roanoke Dazzle             | Junie Sanders         | Fayetteville Patriots      |
| 2003/04 | —                  | Ime Udoka                  | Charleston Lowgators  |                            |
| 2004/05 | Cory Alexander (2) | Roanoke Dazzle             | Damone Brown          | Huntsville Flight          |
| 2004/05 | Matt Carroll       | Roanoke Dazzle             | Omar Cook (3)         | Fayetteville Patriots      |
| 2004/05 | Hiram Fuller       | Florida Flame              | Ron Slay              | Asheville Altitude         |
| 2004/05 | Kirk Haston        | Florida Flame              | James Thomas          | Roanoke Dazzle             |
| 2004/05 | Isiah Victor       | Roanoke Dazzle             | David Young           | Fayetteville Patriots      |
| 2004/05 | —                  | Derrick Zimmerman          | Columbus Riverdragons |                            |
| 2005/06 | Andre Barrett      | Florida Flame              | Erik Daniels          | Fayetteville Patriots      |
| 2005/06 | Will Bynum         | Roanoke Dazzle             | John Lucas III        | Tulsa 66ers                |
| 2005/06 | Marcus Fizer       | Austin Toros               | Scott Merritt         | Austin Toros               |
| 2005/06 | Anthony Grundy     | Roanoke Dazzle             | Luke Schenscher       | Fort Worth Flyers          |
| 2005/06 | Ime Udoka (2)      | Fort Worth Flyers          | Jamar Smith           | Austin Toros               |
| 2005/06 | —                  | Isiah Victor (2)           | Roanoke Dazzle        |                            |
| 2006/07 | Lou Amundson       | Colorado 14ers             | Will Conroy           | Tulsa 66ers                |
| 2006/07 | Elton Brown        | Colorado 14ers             | B. J. Elder           | Austin Toros               |
| 2006/07 | Randy Livingston   | Idaho Stampede             | Kevinn Pinkney        | Bakersfield Jam            |
| 2006/07 | Renaldo Major      | Dakota Wizards             | Jared Reiner          | Sioux Falls Skyforce       |
| 2006/07 | Von Wafer          | Colorado 14ers             | Jeremy Richardson     | Fort Worth Flyers          |
| 2006/07 | —                  | Jawad Williams             | Anaheim Arsenal       |                            |

### 2007 tot heden
| Seizoen | First team             | First team                               | Second team          | Second team                              | Third team          | Third team                     |
| Seizoen | Spelers                | Teams                                    | Spelers              | Teams                                    | Spelers             | Teams                          |
| ------- | ---------------------- | ---------------------------------------- | -------------------- | ---------------------------------------- | ------------------- | ------------------------------ |
| 2007/08 | Sean Banks             | Los Angeles D-Fenders                    | Blake Ahearn         | Dakota Wizards                           | Morris Almond       | Utah Flash                     |
| 2007/08 | Eddie Gill             | Colorado 14ers                           | Lance Allred         | Idaho Stampede                           | Jelani McCoy        | Los Angeles D-Fenders          |
| 2007/08 | Randy Livingston (2)   | Idaho Stampede                           | Andre Barrett (2)    | Austin Toros                             | Carlos Powell       | Dakota Wizards                 |
| 2007/08 | Ian Mahinmi            | Austin Toros                             | Rod Benson           | Dakota Wizards                           | Billy Thomas (2)    | Colorado 14ers                 |
| 2007/08 | Kasib Powell           | Sioux Falls Skyforce                     | Kaniel Dickens       | Colorado 14ers                           | Marcus Williams     | Austin Toros                   |
| 2008/09 | Blake Ahearn (2)       | Dakota Wizards                           | Derrick Byars        | Bakersfield Jam                          | Lance Allred (2)    | Idaho Stampede                 |
| 2008/09 | Will Conroy (2)        | Albuquerque Thunderbirds                 | Josh Davis           | Colorado 14ers                           | Ronald Dupree       | Utah Flash                     |
| 2008/09 | Erik Daniels (2)       | Erie BayHawks                            | Chris Hunter         | Fort Wayne Mad Ants                      | Eddie Gill (2)      | Colorado 14ers                 |
| 2008/09 | Courtney Sims          | Iowa Energy                              | Trey Johnson         | Bakersfield Jam                          | Dontell Jefferson   | Utah Flash                     |
| 2008/09 | Marcus Williams (2)    | Austin Toros                             | James White          | Anaheim Arsenal                          | Cartier Martin      | Iowa Energy                    |
| 2009/10 | Mike Harris            | Rio Grande Valley Vipers                 | Brian Butch          | Bakersfield Jam                          | Alade Aminu         | Bakersfield Jam Erie BayHawks  |
| 2009/10 | Dwayne Jones           | Austin Toros                             | Will Conroy (3)      | Rio Grande Valley Vipers                 | Antonio Anderson    | Rio Grande Valley Vipers       |
| 2009/10 | Cartier Martin (2)     | Iowa Energy                              | Alonzo Gee           | Austin Toros                             | Earl Barron         | Iowa Energy                    |
| 2009/10 | Curtis Stinson         | Iowa Energy                              | Rob Kurz             | Fort Wayne Mad Ants                      | Curtis Jerrells     | Austin Toros                   |
| 2009/10 | Reggie Williams        | Sioux Falls Skyforce                     | Mustafa Shakur       | Tulsa 66ers                              | Larry Owens         | Tulsa 66ers                    |
| 2010/11 | Joe Alexander          | Texas Legends                            | Jeff Adrien          | Rio Grande Valley Vipers                 | Antonio Daniels     | Texas Legends                  |
| 2010/11 | Chris Johnson          | Dakota Wizards                           | Marcus Cousin        | Rio Grande Valley Vipers                 | Patrick Ewing Jr.   | Reno Bighorns                  |
| 2010/11 | Ivan Johnson           | Erie BayHawks                            | Orien Greene         | Utah Flash                               | Jerel McNeal        | Rio Grande Valley Vipers       |
| 2010/11 | Trey Johnson (2)       | Bakersfield Jam                          | Othyus Jeffers       | Iowa Energy                              | DeShawn Sims        | Maine Red Claws                |
| 2010/11 | Curtis Stinson (2)     | Iowa Energy                              | Larry Owens (2)      | Tulsa 66ers                              | Sean Williams       | Texas Legends                  |
| 2011/12 | Blake Ahearn (3)       | Reno Bighorns                            | Eric Dawson          | Austin Toros                             | Morris Almond (2)   | Maine Red Claws                |
| 2011/12 | Justin Dentmon         | Austin Toros                             | Jeff Foote           | Springfield Armor                        | Brandon Costner     | Los Angeles D-Fenders          |
| 2011/12 | Greg Smith             | Rio Grande Valley Vipers                 | Courtney Fortson     | Los Angeles D-Fenders                    | Dennis Horner       | Springfield Armor              |
| 2011/12 | Malcolm Thomas         | Los Angeles D-Fenders                    | Marcus Lewis         | Tulsa 66ers                              | Jerry Smith         | Springfield Armor              |
| 2011/12 | Edwin Ubiles           | Dakota Wizards                           | Elijah Millsap       | Los Angeles D-Fenders                    | Sean Williams (2)   | Texas Legends                  |
| 2012/13 | Brian Butch (2)        | Bakersfield Jam                          | Damion James         | Bakersfield Jam                          | Justin Holiday      | Idaho Stampede                 |
| 2012/13 | Andrew Goudelock       | Rio Grande Valley Vipers                 | Cory Joseph          | Austin Toros                             | Jerome Jordan       | Los Angeles D-Fenders          |
| 2012/13 | Jerel McNeal (2)       | Bakersfield Jam                          | Kris Joseph          | Springfield Armor                        | D. J. Kennedy       | Rio Grande Valley Vipers       |
| 2012/13 | Tony Mitchell          | Fort Wayne Mad Ants                      | Travis Leslie        | Santa Cruz Warriors                      | DaJuan Summers      | Maine Red Claws                |
| 2012/13 | Demetris Nichols       | Sioux Falls Skyforce                     | Tim Ohlbrecht        | Rio Grande Valley Vipers                 | Chris Wright        | Maine Red Claws                |
| 2013/14 | Ron Howard             | Fort Wayne Mad Ants                      | Jorge Gutierrez      | Canton Charge                            | Seth Curry          | Santa Cruz Warriors            |
| 2013/14 | Kevin Murphy           | Idaho Stampede                           | DeAndre Liggins      | Sioux Falls Skyforce                     | Troy Daniels        | Rio Grande Valley Vipers       |
| 2013/14 | Othyus Jeffers (2)     | Iowa Energy                              | James Nunnally       | Texas Legends                            | Tony Mitchell (2)   | Fort Wayne Mad Ants            |
| 2013/14 | Robert Covington       | Rio Grande Valley Vipers                 | Chris Wright (2)     | Maine Red Claws                          | Terrence Williams   | Los Angeles D-Fenders          |
| 2013/14 | Justin Hamilton        | Sioux Falls Skyforce                     | Hilton Armstrong     | Santa Cruz Warriors                      | Arinze Onuaku       | Canton Charge                  |
| 2014/15 | Jerrelle Benimon       | Idaho Stampede                           | Chris Babb           | Maine Red Claws                          | Jabari Brown        | Los Angeles D-Fenders          |
| 2014/15 | Seth Curry (2)         | Erie BayHawks                            | Bryce Cotton         | Austin Spurs                             | Eric Griffin        | Texas Legends                  |
| 2014/15 | Earl Barron (2)        | Bakersfield Jam                          | James Michael McAdoo | Santa Cruz Warriors                      | Jerel McNeal (3)    | Bakersfield Jam                |
| 2014/15 | Tim Frazier            | Maine Red Claws                          | Arinze Onuaku (2)    | Canton Charge                            | Adonis Thomas       | Grand Rapids Drive             |
| 2014/15 | Willie Reed            | Grand Rapids Drive                       | Elliot Williams      | Santa Cruz Warriors                      | Damien Wilkins      | Iowa Energy                    |
| 2015/16 | Erick Green            | Reno Bighorns                            | Jimmer Fredette      | Westchester Knicks                       | Sean Kilpatrick     | Delaware 87ers                 |
| 2015/16 | Vander Blue            | Los Angeles D-Fenders                    | Will Cummings        | Rio Grande Valley Vipers                 | Quinn Cook          | Canton Charge                  |
| 2015/16 | Jarnell Stokes         | Sioux Falls Skyforce                     | Coty Clarke          | Maine Red Claws                          | Devin Ebanks        | Grand Rapids Drive             |
| 2015/16 | Jeff Ayres             | Los Angeles D-Fenders                    | Nick Minnerath       | Canton Charge                            | Ryan Gomes          | Los Angeles D-Fenders          |
| 2015/16 | Alex Stepheson         | Iowa Energy                              | DeAndre Liggins (2)  | Sioux Falls Skyforce                     | Jordan Bachynski    | Westchester Knicks             |
| 2016/17 | Quinn Cook (2)         | Canton Charge                            | Josh Magette         | Los Angeles D-Fenders                    | Marcus Georges-Hunt | Maine Red Claws                |
| 2016/17 | Vander Blue (2)        | Los Angeles D-Fenders                    | Brianté Weber        | Sioux Falls Skyforce                     | Axel Toupane        | Raptors 905                    |
| 2016/17 | Keith Benson           | Sioux Falls Skyforce                     | Abdel Nader          | Maine Red Claws                          | John Holland        | Canton Charge                  |
| 2016/17 | Dakari Johnson         | Oklahoma City Blue                       | Alex Poythress       | Fort Wayne Mad Ants                      | Jalen Jones         | Maine Red Claws                |
| 2016/17 | Edy Tavares            | Raptors 905                              | Shawn Long           | Delaware 87ers                           | Eric Moreland       | Canton Charge                  |
| 2017/18 | Lorenzo Brown          | Raptors 905                              | Antonio Blakeney     | Windy City Bulls                         | Jaron Blossomgame   | Austin Spurs                   |
| 2017/18 | Thomas Bryant          | South Bay Lakers                         | Alex Caruso          | South Bay Lakers                         | Trey Burke          | Westchester Knicks             |
| 2017/18 | Quinn Cook (3)         | Santa Cruz Warriors                      | Amile Jefferson      | Iowa Wolves                              | Luke Kornet         | Westchester Knicks             |
| 2017/18 | Georges Niang          | Salt Lake City Stars                     | Johnathan Motley     | Texas Legends                            | Walter Lemon Jr.    | Fort Wayne Mad Ants            |
| 2017/18 | Jameel Warney          | Texas Legends                            | Christian Wood       | Delaware 87ers                           | Landry Nnoko        | Grand Rapids Drive             |
| 2018/19 | Chris Boucher          | Raptors 905                              | Isaiah Hartenstein   | Rio Grande Valley Vipers                 | PJ Dozier           | Maine Red Claws                |
| 2018/19 | Angel Delgado          | Agua Caliente Clippers                   | Walter Lemon Jr. (2) | Windy City Bulls                         | Amile Jefferson (2) | Lakeland Magic                 |
| 2018/19 | Jordan Loyd            | Raptors 905                              | Yante Maten          | Sioux Falls Skyforce                     | Kalin Lucas         | Grand Rapids Drive             |
| 2018/19 | Jordan McRae           | Capital City Go-Go                       | Johnathan Motley (2) | Agua Caliente Clippers                   | Duncan Robinson     | Sioux Falls Skyforce           |
| 2018/19 | Alan Williams          | Long Island Nets                         | Theo Pinson          | Long Island Nets                         | Christian Wood (2)  | Wisconsin Herd                 |
| 2019/20 | Jaylen Adams           | Wisconsin Herd                           | Donta Hall           | Grand Rapids Drive                       | Justin Anderson     | Long Island Nets               |
| 2019/20 | Jarrell Brantley       | Salt Lake City Stars                     | B.J. Johnson         | Lakeland Magic                           | Dusty Hannahs       | Memphis Hustle                 |
| 2019/20 | Devontae Cacok         | South Bay Lakers                         | Josh Magette (2)     | Lakeland Magic                           | Jemerrio Jones      | Wisconsin Herd                 |
| 2019/20 | Frank Mason III        | Wisconsin Herd                           | Johnathan Motley (3) | Agua Caliente Clippers                   | Vic Law             | Lakeland Magic                 |
| 2019/20 | Jarrod Uthoff          | Memphis Hustle                           | Tremont Waters       | Maine Red Claws                          | Marial Shayok       | Delaware Blue Coats            |
| 2020/21 | Moses Brown            | Oklahoma City Blue                       | Oshae Brissett       | Fort Wayne Mad Ants                      | Tyler Cook          | Iowa Wolves                    |
| 2020/21 | Mamadi Diakite         | Lakeland Magic                           | Henry Ellenson       | Raptors 905                              | Tre Jones           | Austin Spurs                   |
| 2020/21 | Jared Harper           | Westchester Knicks                       | Malachi Flynn        | Raptors 905                              | Jordan Poole        | Santa Cruz Warriors            |
| 2020/21 | Kevin Porter Jr.       | Rio Grande Valley Vipers                 | Alize Johnson        | Raptors 905                              | Jarrod Uthoff (2)   | Erie BayHawks                  |
| 2020/21 | Paul Reed              | Delaware Blue Coats                      | Brodric Thomas       | Canton Charge                            | Robert Woodard II   | Austin Spurs                   |
| 2021/22 | Justin Anderson (2)    | Fort Wayne Mad Ants                      | Cat Barber           | College Park Skyhawks                    | Luka Garza          | Motor City Cruise              |
| 2021/22 | Mason Jones            | South Bay Lakers                         | Charles Bassey       | Delaware Blue Coats                      | Jared Harper (2)    | Birmingham Squadron            |
| 2021/22 | Justin Tillman         | College Park Skyhawks                    | Braxton Key          | Motor City Cruise                        | Justin Jackson      | Texas Legends                  |
| 2021/22 | Trevelin Queen         | Rio Grande Valley Vipers                 | Saben Lee            | Motor City Cruise                        | Carlik Jones        | Texas Legends                  |
| 2021/22 | Moses Wright           | Agua Caliente Clippers Texas Legends     | Reggie Perry         | Raptors 905                              | Anthony Lamb        | Rio Grande Valley Vipers       |
| 2022/23 | David Duke Jr.         | Long Island Nets                         | Jamaree Bouyea       | Sioux Falls Skyforce                     | Justin Anderson (3) | Fort Wayne Mad Ants            |
| 2022/23 | Jay Huff               | Capital City Go-Go South Bay Lakers      | Sharife Cooper       | Cleveland Charge                         | Chris Chiozza       | Long Island Nets               |
| 2022/23 | Carlik Jones (2)       | Windy City Bulls                         | Darius Days          | Rio Grande Valley Vipers                 | Moussa Diabaté      | Ontario Clippers               |
| 2022/23 | Kenneth Lofton Jr.     | Memphis Hustle                           | Mfiondu Kabengele    | Maine Celtics                            | Isaiah Mobley       | Cleveland Charge               |
| 2022/23 | Neemias Queta          | Stockton Kings                           | Luka Šamanić         | Maine Celtics                            | Xavier Moon         | Ontario Clippers               |
| 2023/24 | Kenneth Lofton Jr. (2) | Delaware Blue Coats Salt Lake City Stars | Darius Bazley        | Delaware Blue Coats Salt Lake City Stars | JD Davison          | Maine Celtics                  |
| 2023/24 | Mac McClung            | Osceola Magic                            | Justin Champagnie    | Sioux Falls Skyforce Capital City Go-Go  | Elfrid Payton       | Indiana Mad Ants               |
| 2023/24 | Jason Preston          | Memphis Hustle Salt Lake City Stars      | Malcolm Hill         | Birmingham Squadron                      | Jahmi'us Ramsey     | Oklahoma City Blue Raptors 905 |
| 2023/24 | Oscar Tshiebwe         | Indiana Mad Ants                         | Mason Jones (2)      | Stockton Kings                           | Adama Sanogo        | Windy City Bulls               |
| 2023/24 | Alondes Williams       | Sioux Falls Skyforce                     | Trevelin Queen (2)   | Osceola Magic                            | Ethan Thompson      | Capitanes de Ciudad de México  |